# Parameterfremstilling
 Der er for få eller ingen kildehenvisninger i denne artikel, hvilket er et problem. Du kan hjælpe ved at angive troværdige kilder til de påstande, som fremføres i artiklen.

I matematikken, definerer en parameterfremstilling en gruppe af kvantiterer som funktioner af en eller flere uafhængige variable.
Parameterfremstillinger er ofte brugt til at udtrykke koordinaterne af punkter, der udgør et geometrisk objekt som f.eks en kurve eller overflade. Er førnævnte tilfældet, er ligningerne kaldt for en parametrisk repræsentation eller parametrisering.

## Beskrivelse
Der er en lang række geometriske objekter, der slet ikke kan beskrives ved hjælp af én typisk funktion. Mange objekter er defineret ud fra funktioner hvori {\displaystyle y} er defineret i forhold til {\displaystyle x} (f.eks {\displaystyle y=f(x)} eller en kurve som {\displaystyle f(x)=x^{2}+4x}). En parameterfremstilling er i stedet sammensat af både {\displaystyle x} og {\displaystyle y} i henhold til en helt anden variabel (ofte {\displaystyle t} eller {\displaystyle \theta }) kaldt en parameter.
{\displaystyle x=f(t)}
{\displaystyle y=g(t)}
{\displaystyle x} og {\displaystyle y} kan nu relatere til to forskellige funktioner, men følge samme tidsudstrækning (f.eks {\displaystyle t}). Plotter man alle deres punkter på alle mulige {\displaystyle t}, får man en såkaldt parametrisk kurve.
Man kan parametrisere f.eks enhedscirklen som
{\displaystyle x=\cos t}
{\displaystyle y=\sin t}
Ofte er begge skalarer kombineret til en vektor således at
{\displaystyle {\vec {r}}(t)=\langle x(t),~y(t)\rangle }
Parameterfremstillinger er sjældent unikke. Der kan findes en lang række parametriseringer af den samme kurve, f.eks et andet eksempel på enhedscirklen kunne være
{\displaystyle x=\sin t}
{\displaystyle y=\cos t}
eller
{\displaystyle x=\cos t}
{\displaystyle y=-\sin t}

## Kinematik
I kinematik er objekters strækning gennem rum ofte beskrevet ved hjælp af parametriske kurver, hvor hver rumlig koordinat afhænger af en uafhængig parameter (som f.eks {\displaystyle t} for tid). Bruges de på denne måde, opgør parameterfremstillingen en vektorfunktion for position. Sådanne parameterfremstillinger kan integreres og differentieres.
Som eksempel, et partikels position beskrevet parametrisk som
{\displaystyle {\vec {r}}(t)=\langle x(t),y(t),z(t)\rangle }
da kan vi finde hastigheden som
{\displaystyle {\vec {v}}(t)={\vec {r}}'(t)=\langle x'(t),y'(t),z'(t)\rangle }
og accelerationen som
{\displaystyle {\vec {a}}(t)={\vec {r}}''(t)=\langle x''(t),y''(t),z''(t)\rangle }